# Pallavolo ai VII Giochi centramericani e caraibici
La pallavolo ai  Giochi centramericani e caraibici si è disputata durante la VII edizione dei Giochi centramericani e caraibici, che si è svolta a Città del Messico, in Messico, nel 1954.

## Podi
| Evento                         | Oro     | Argento         | Bronzo |
| Pallavolo maschile (dettagli)  | Messico | Porto Rico      | Cuba   |
| Pallavolo femminile (dettagli) | Messico | Rep. Dominicana | -      |